# KBS Story
KBS Story è un canale televisivo via cavo sudcoreano, proprietà di KBS N, una divisione della Korean Broadcasting System. È stato lanciato il 1º gennaio 2013, il canale è destinato al pubblico femminile